# Alžběta z Yorku
Alžběta z Yorku (11. únor 1466, Westminsterský palác – 11. únor 1503, Tower, Londýn) byla anglická královna, manželka Jindřicha VII., za nějž se provdala roku 1486. Měli spolu sedm dětí, mezi nimi i budoucího krále Jindřicha VIII. Jako jediná žena v historii byla Alžběta z Yorku dcerou, sestrou, neteří, manželkou, matkou a babičkou anglického krále a 2 anglických královen (v tomto pořadí). Byla považována za jednu z nejkrásnějších žen své doby.

## Dětství

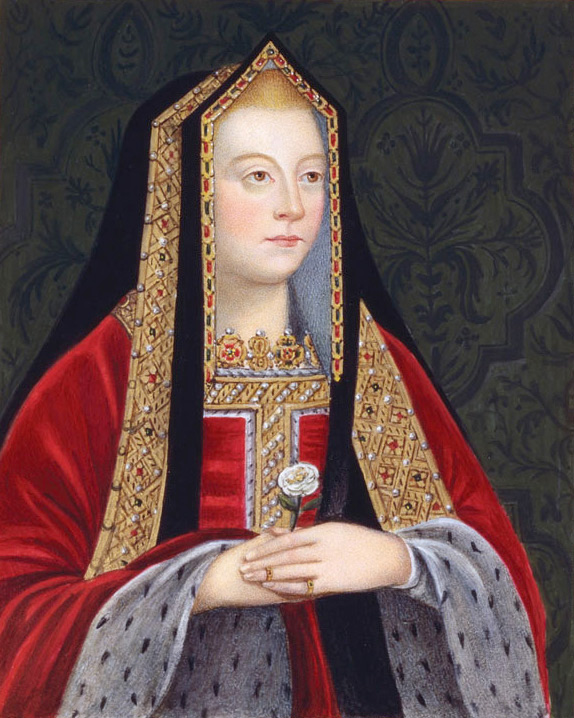
Detail portrétu, kolem r. 1825

Alžběta se narodila ve Westminsterském paláci jako nejstarší dítě Eduarda IV. a jeho manželky Alžběty Woodvilleové, pro niž to bylo druhé manželství – jejím prvním manželem byl John Grey, s nímž měla dva syny – Thomase Greye a Richarda Greye.
Alžbětinými mladšími sourozenci byli Marie z Yorku (zemřela ve věku 14 let), Cecílie z Yorku, Eduard V., anglický král, Markéta z Yorku (zemřela v osmi měsících), Richard ze Shrewsbury, 1. vévoda z Yorku, Anna z Yorku, George Plantagenet, bedfordský vévoda (zemřel ve věku dvou let), Kateřina z Yorku a Bridget z Yorku.

## Zásnuby
Jako pětiletá byla chvíli zasnoubená s Georgem Nevillem, synem Johna Nevillea, hraběte z Northumberlandu, který byl stoupencem Eduarda IV. Zásnuby se však zrušily, protože John Neville se časem přidal ke královým odpůrcům. Roku 1475 Alžbětu nabídli jako nevěstu pro Karla, francouzského dauphina. Zásnuby se však neuskutečnily, protože Karlův otec, Ludvík XI., ji jako nevěstu odmítl.
V roce 1477, když jí bylo 11 let, se Alžběta spolu se svou matkou a tetou z otcovy strany, Alžbětou z Yorku, vévodkyní ze Suffolku, stala členkou Podvazkového řádu.

## Období po smrti otce
Roku 1483 zemřel Eduard IV. a Alžbětin mladší bratr, Eduard V., se stal králem. Protože mu bylo jen třináct let, stal se regentem a ochráncem mladého krále Alžbětin strýc z otcovy strany Richard, vévoda z Gloucesteru. Richard zadržel Eduarda V. na jeho cestě z Ludlowa, kde žil jako princ z Walesu, do Londýna, kde měl být korunován. Umístil ho do londýnského Toweru, údajně kvůli bezpečnosti. Alžběta Woodvilleová potom našla spolu se svým mladším synem Richardem a dcerami útočiště ve Westminsterském opatství. Richard však naléhal na Alžbětu, aby mohl do Toweru dát i malého Richarda. Matka nakonec souhlasila, malý král Eduard V. však o tři měsíce později zemřel. Po jeho smrti začal Richard podnikat kroky, kterými izoloval své synovce a neteře od matčiných příbuzných z rodu Woodvilleů.
O dva měsíce později, 22. června 1483, bylo manželství Eduarda IV. prohlášeno za neplatné. Podle tvrzení Ralpha Shaa byl Eduard už v době manželství s Alžbětou Woodvilleovou zasnoubený s Lady Eleanor Butlerovou. Tím se z jejich společných dětí stali levobočci (nemanželské děti), a tak neměli nárok na trůn. Parlament vydal zákon Titulus Regius (Titulování krále, The Title of the King), který podpořil toto rozhodnutí, tedy zákonně prohlásil děti Eduarda IV. za nemanželské a vyhlásil Richarda právoplatným králem. Richard potom 6. června 1483 nastoupil na trůn jako Richard III. Eduard V. a jeho bratr zmizeli krátce po Richardově jmenování králem. Brzy se začaly šířit zvěsti, že byli oba zavražděni.

## Boj o královský trůn

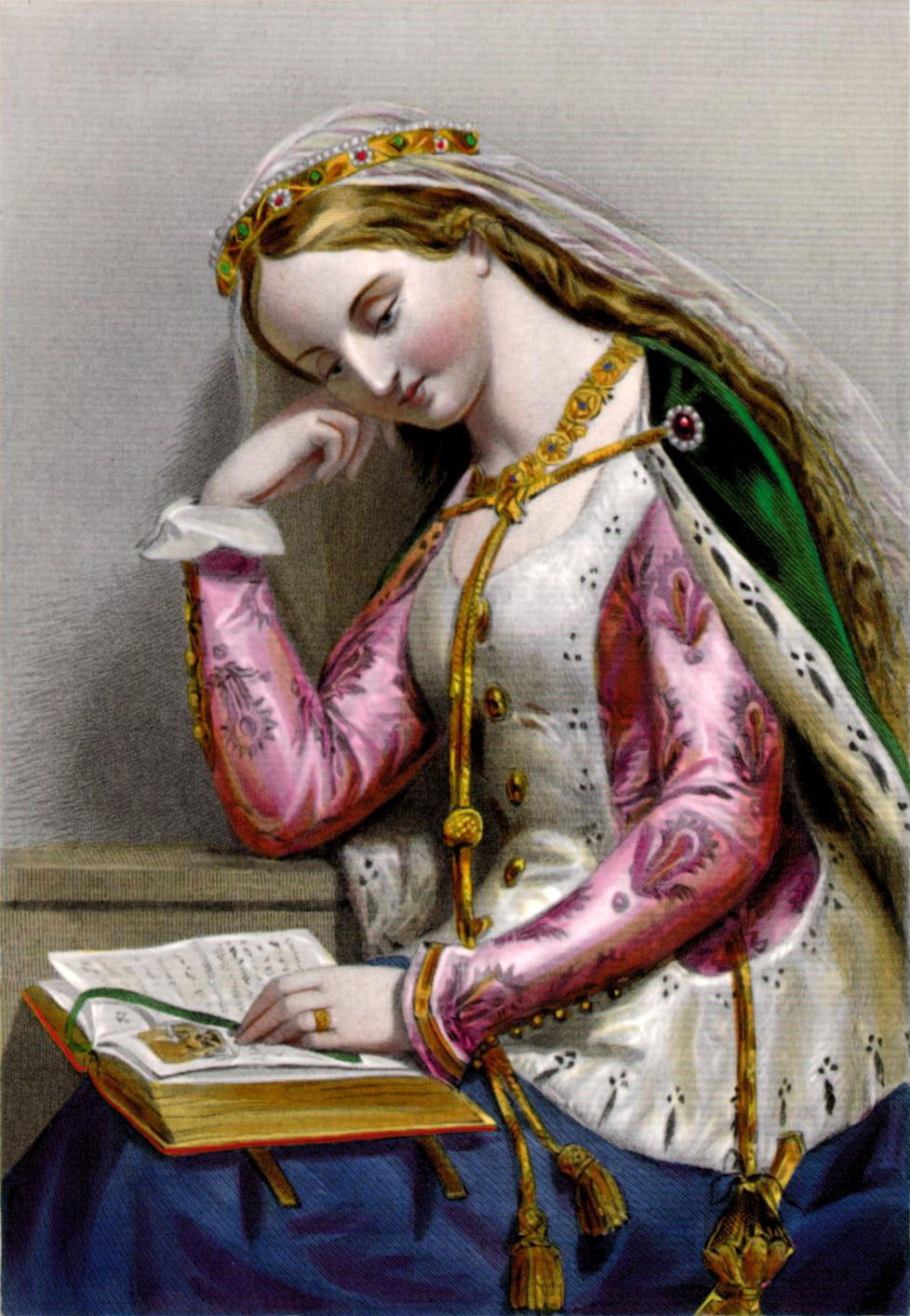
Alžběta jako mladá královna, idealizovaný portrét z 19. století

Alžbětina matka Alžběta Woodvilleová se spojila s Lady Margaret Beaufortovou, matkou Jindřicha Tudora, který měl blízko ke královské rodině. I když byl Jindřich prapravnukem krále Eduarda III., jeho nárok na trůn byl slabý kvůli podmínce, která zamezovala nástup na trůn jakýmkoli dědicům ze zákonných potomků jeho dědečka Jana z Gentu (syn krále Eduarda III.) a Kateřiny Swynfordové. Navzdory tomu se jeho matka a Alžběta Woodvilleová dohodly, že Jindřicha dostanou na trůn a on se ožení s Alžbětou z Yorku. Tím by se spojily dva soupeřící anglické šlechtické rody. V prosinci 1483 Jindřich přísahal v katedrále v Rennes, že si Alžbětu vezme za ženu. Krátce nato se začaly připravovat plány na získání trůnu.
Mezitím Richard III. plánoval, že Alžbětu ožení s bezvýznamným námořním důstojníkem, synem Roberta Stillingtona. Tento důstojník byl však zajat Francouzi na pobřeží Normandie a byl uvězněn v Paříži, kde zemřel „o hladu a chudobě“ .
Roku 1484 Alžběta se svou rodinou opustila Westminsterské opatství a vrátila se na královský dvůr Richarda III. Proslýchalo se, že si ji její strýc chce vzít za manželku. Jeho žena, Anna Nevilleová, totiž umírala a neměli žádné žijící potomky. Richard však tyto zvěsti popřel. Neexistují žádné přesvědčivé důkazy podporující Richardův záměr oženit se s Alžbětou, i když sir George Buck později tvrdil, že má list, který to potvrzuje.
Dne 7. srpna 1485 se Jindřich s vojskem vylodil ve Walesu a začal pochodovat do Anglie. 22. srpna 1485 se odehrála bitva u Bosworthu, ve které se střetli Alžbětin snoubenec a strýc. Navzdory tomu, že Richard měl větší armádu, byl v boji poražen a zabit. Jindřich měl po vítězství ve válce růží právo na korunu a stává se králem Jindřichem VII.

## Královská manželka
Jindřich byl dědicem rodu Lancasterů, on však získal trůn na základě svého vojenského vítězství. I když si byl vědom a uznával potřebu svého sňatku s Alžbětou kvůli zabezpečení stability trůnu, upevnění svého postavení, a oslabení dědických nároků jiných pozůstalých členů z rodu Yorků, neměl Jindřich v úmyslu dělit se s někým o moc, ani se svou ženou. Chtěl, aby bylo jasné, že on vládne jako král – vítěz, tedy jako jediný vládce, a ne jako Alžbětin manžel. Aby to bylo možné, okamžitě zrušil zákon Titulus Regius, čím znovu zlegitimoval děti Eduarda IV. a uznal vládu Eduarda V., protože nechtěl, aby jeho manželka měla právo na trůn jako dědička Eduarda IV. a rozhodl se, že jeho korunovace se uskuteční 30. října 1485, tedy ještě před svatbou. Jindřich však nedostal povolení na svatbu od papeže. Nakonec parlament sepsal petici jménem lidu, která uznávala jeho svatou přísahu, a tak si Jindřich mohl Alžbětu vzít. Učinil tak 18. ledna 1486. Jejich první syn Artur se narodil 20. září 1486. Jindřich korunoval Alžbětu královnou 25. listopadu 1487. I když Jindřichův nárok na trůn byl založen na vojenském vítězství, Alžběta by měla být právoplatnou dědičkou trůnu jako potomek Eduarda IV., protože se předpokládalo, že oba její bratři byli mrtví.

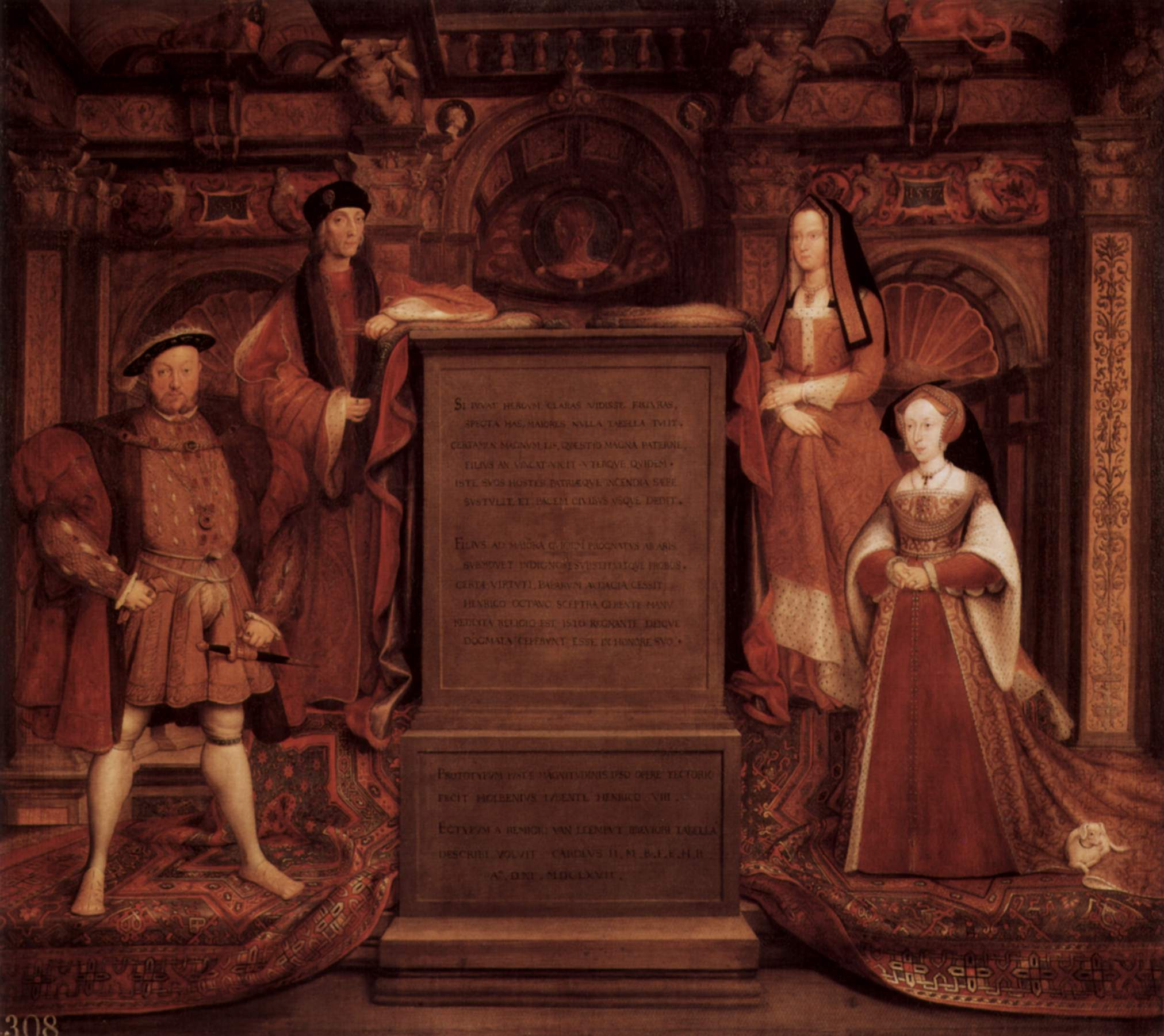
Jindřich VIII. Tudor se svým otcem, matkou a 3. manželkou Janou Seymourovou (portrét z roku 1667)

Jejich manželství bylo nakonec vydařené a oba partneři se navzájem měli v úctě. Alžběta jako královna nevyvíjela žádnou politickou snahu a kvůli své rozhodné tchyni Lady Margaret Beaufortové, ale byla laskavá, vlídná a štědrá ke svým příbuzným a poddaným. Alžběta milovala tanec, hudbu a hru v kostky. Chovala anglické chrty a podle některých historických záznamů měla ráda lukostřelbu a lov.

## Potomci
Alžběta porodila svému manželovi Jindřichovi VII. sedm dětí:
- Artur Tudor, princ z Walesu (20. září 1486 – 2. dubna 1502)
- Markéta Tudorovna, skotská královna (28. listopadu 1489 – 18. října 1541)
- Jindřich VIII. Tudor, anglický král (28. června 1491 – 28. ledna 1547)
- Alžběta (2. července 1492 – 14. září 1495)
- Marie Tudorovna, francouzská královna (18. března 1496 – 25. června 1533)
- Edmund Tudor, vévoda ze Somersetu (21. února 1499 – 19. června 1500)
- Kateřina (*/† 2. února 1503)

## Smrt

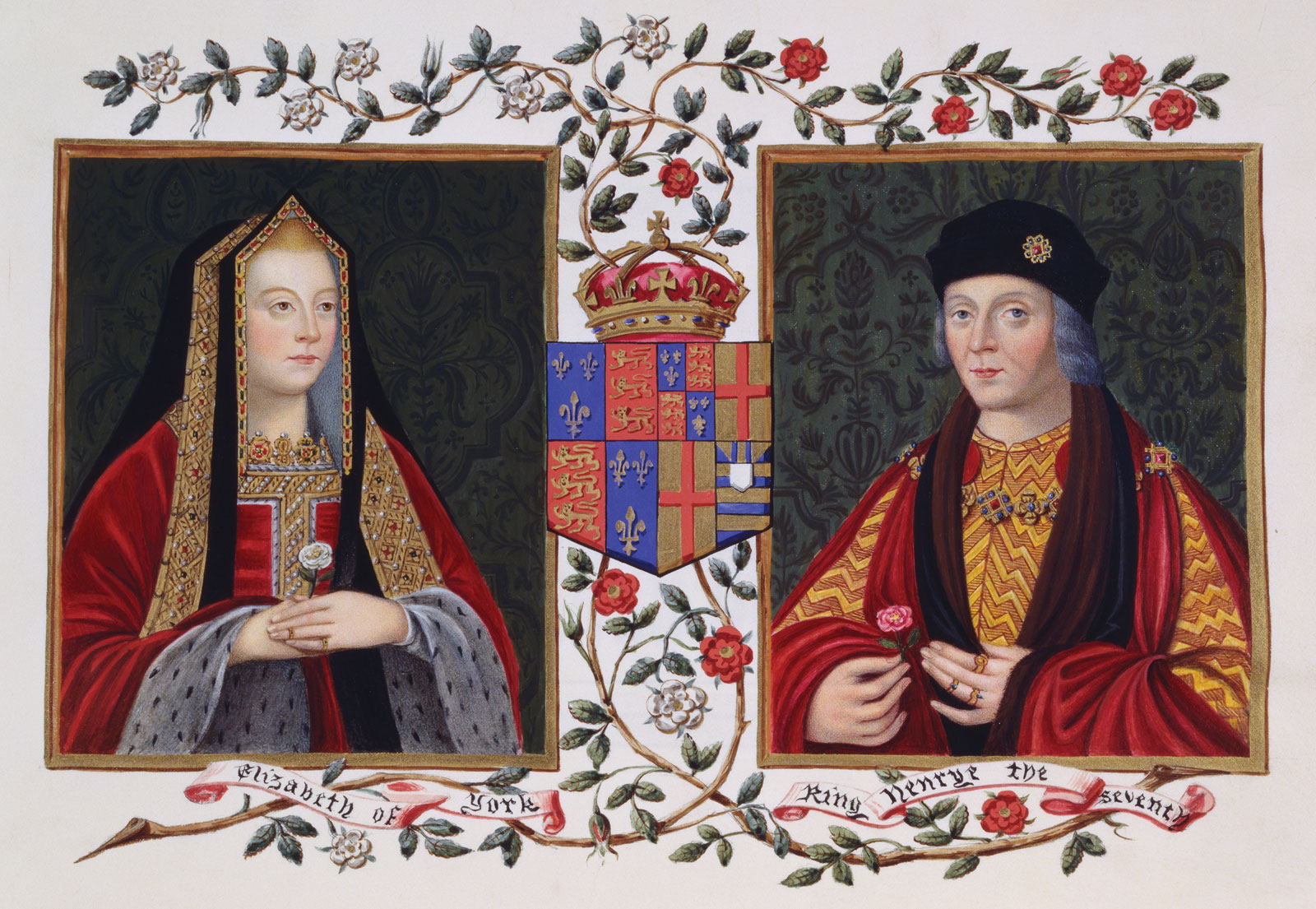
Alžběta se svým manželem Jindřichem VII.

Dne 14. listopadu 1501 byl Alžbětin nejstarší syn Artur, který měl za manželku španělskou infantku Kateřinu Aragonskou (dcera Ferdinanda II. Aragonského a Isabely I. Kastilské), spolu se svou ženou poslán na hrad Ludlow, což byla tradiční rezidence princů z Walesu. Artur o šest měsíců později zemřel, pravděpodobně na infekční onemocnění virového původu, a Kateřina, které se podařilo z téže choroby vyléčit, se stala vdovou. Tato událost velmi zarmoutila Jindřicha VII. a Alžběta se ho snažila utěšit, že jeho matka, neměla víc dětí a on byl jejím jediným synem, ale že jim Bůh nechal ještě jednoho pěkného syna a dvě krásné princezny, a že ještě jsou oba dost mladí, aby měli další děti. Arturova smrt podnítila Alžbětu, aby ještě jednou otěhotněla. Dne 2. února 1503 porodila děvče, které pojmenovali Kateřina, ale dítě zemřelo několik hodin po porodu.
Alžběta dostala poporodní infekci a zemřela 11. února, v den svých třicátých sedmých narozenin. Její manžel upřímně oplakával její smrt. Na několik dní odešel na osamělé místo a nikdo k němu nesměl. Navzdory tomu, že byl známý svou šetrností, zorganizoval jí velkolepý pohřeb. Alžběta je pochována ve Westminsterském opatství v Dámské kapli (Lady Chapel), kterou jí dal Jindřich postavit.
Jindřich VII. zvažoval myšlenku nového sňatku, aby obnovil spojenectví se Španělskem – uvažovalo se o Johaně, královně vdově neapolské (dceři Ferdinanda I. Neapolského), Janě, královně kastilské (dceři Ferdinanda a Isabely), a Markétě, vévodkyni vdově savojské (švagrové Jany Kastilské) – ale zemřel jako vdovec v roce 1509. Specifikace, které Jindřich dal svým vyslancům s popisem toho, co si přeje u své druhé manželky, odpovídaly Alžbětě. Na každé výročí její smrti nařídil sloužit zádušní mši, zvonit zvony a zapálit 100 svíček na její počest. Jindřich také každý Nový rok nadále zaměstnával její hudebníky.
Londýnský Tower byl opuštěn jako královská rezidence, což dokládá absence záznamů o jeho využívání královskou rodinou po roce 1503. Královské porody za vlády Jindřichova syna, Jindřicha VIII., probíhaly v různých jiných palácích.
Pověst Jindřicha VII. jako lakomce se po smrti Alžběty ještě zhoršila.
Byl pohřben s Alžbětou z Yorku pod jejich náhrobky ve své kapli ve Westminsterském opatství. Její hrob byl otevřen v 19. století a bylo zjištěno, že dřevěné obložení jejího olověného sarkofágu bylo odstraněno, aby vzniklo místo pro uložení jejího prapravnuka Jakuba VI. a I.

## Po Alžbětině smrti
Jindřich VII. po čase uvažoval o další svatbě s cílem obnovit spojenectví se Španělskem – jako možné manželky vystupovaly Juana, královna – vdova neapolská (neteř Ferdinanda II. Aragónského), Jana, kastilská královna (dcera Ferdinanda a Isabely) a Markéta, savojská vévodkyně (švagrová Jany Kastilské). Nakonec však zemřel jako vdovec roku 1509. Pochovali ho vedle manželky Alžběty. Jejich hrob se nachází pod jejich obrazem v kapli.

## Vývod z předků
|                 |                                           |  |                              |                                         |  |  |  |  |  |  |  | Edmund z Langley |
|                 |                                           |  |                              |                                         |  |  |  |  |  |  |  |                  |
|                 | Richard z Konisburgu                      |  |                              |                                         |  |  |  |  |  |  |  |                  |
|                 |                                           |  |                              |                                         |  |  |  |  |  |  |  |                  |
|                 |                                           |  |                              | Isabela Kastilská                       |  |  |  |  |  |  |  |                  |
|                 |                                           |  |                              |                                         |  |  |  |  |  |  |  |                  |
|                 | Richard Plantagenet                       |  |                              |                                         |  |  |  |  |  |  |  |                  |
|                 |                                           |  |                              |                                         |  |  |  |  |  |  |  |                  |
|                 |                                           |  |                              | Roger Mortimer z March                  |  |  |  |  |  |  |  |                  |
|                 |                                           |  |                              |                                         |  |  |  |  |  |  |  |                  |
|                 | Anna Mortimerová                          |  |                              |                                         |  |  |  |  |  |  |  |                  |
|                 |                                           |  |                              |                                         |  |  |  |  |  |  |  |                  |
|                 |                                           |  |                              | Alianore Hollandová, hraběnka z March   |  |  |  |  |  |  |  |                  |
|                 |                                           |  |                              |                                         |  |  |  |  |  |  |  |                  |
|                 | Eduard IV.                                |  |                              |                                         |  |  |  |  |  |  |  |                  |
|                 |                                           |  |                              |                                         |  |  |  |  |  |  |  |                  |
|                 |                                           |  |                              | John Neville, 3rd Baron Neville de Raby |  |  |  |  |  |  |  |                  |
|                 |                                           |  |                              |                                         |  |  |  |  |  |  |  |                  |
|                 | Ralph de Neville, 1st Earl of Westmorland |  |                              |                                         |  |  |  |  |  |  |  |                  |
|                 |                                           |  |                              |                                         |  |  |  |  |  |  |  |                  |
|                 |                                           |  |                              | Maud Percy                              |  |  |  |  |  |  |  |                  |
|                 |                                           |  |                              |                                         |  |  |  |  |  |  |  |                  |
|                 | Cecílie Nevillová                         |  |                              |                                         |  |  |  |  |  |  |  |                  |
|                 |                                           |  |                              |                                         |  |  |  |  |  |  |  |                  |
|                 |                                           |  |                              | Jan z Gentu                             |  |  |  |  |  |  |  |                  |
|                 |                                           |  |                              |                                         |  |  |  |  |  |  |  |                  |
|                 | Joan Beaufort                             |  |                              |                                         |  |  |  |  |  |  |  |                  |
|                 |                                           |  |                              |                                         |  |  |  |  |  |  |  |                  |
|                 |                                           |  |                              | Kateřina Swynfordová                    |  |  |  |  |  |  |  |                  |
|                 |                                           |  |                              |                                         |  |  |  |  |  |  |  |                  |
| Alžběta z Yorku |                                           |  |                              |                                         |  |  |  |  |  |  |  |                  |
|                 |                                           |  |                              |                                         |  |  |  |  |  |  |  |                  |
|                 |                                           |  | John de Wydeville of Grafton |                                         |  |  |  |  |  |  |  |                  |
|                 |                                           |  |                              |                                         |  |  |  |  |  |  |  |                  |
|                 | Richard Wydeville                         |  |                              |                                         |  |  |  |  |  |  |  |                  |
|                 |                                           |  |                              |                                         |  |  |  |  |  |  |  |                  |
|                 |                                           |  |                              | Q61278546                               |  |  |  |  |  |  |  |                  |
|                 |                                           |  |                              |                                         |  |  |  |  |  |  |  |                  |
|                 | Richard Woodville                         |  |                              |                                         |  |  |  |  |  |  |  |                  |
|                 |                                           |  |                              |                                         |  |  |  |  |  |  |  |                  |
|                 |                                           |  |                              | John Bedlisgate                         |  |  |  |  |  |  |  |                  |
|                 |                                           |  |                              |                                         |  |  |  |  |  |  |  |                  |
|                 | Joan Bedlisgate                           |  |                              |                                         |  |  |  |  |  |  |  |                  |
|                 |                                           |  |                              |                                         |  |  |  |  |  |  |  |                  |
|                 |                                           |  |                              | Joan Beauchamp                          |  |  |  |  |  |  |  |                  |
|                 |                                           |  |                              |                                         |  |  |  |  |  |  |  |                  |
|                 | Alžběta Woodvilleová                      |  |                              |                                         |  |  |  |  |  |  |  |                  |
|                 |                                           |  |                              |                                         |  |  |  |  |  |  |  |                  |
|                 |                                           |  |                              | Jan Lucemburský z Beauvoir              |  |  |  |  |  |  |  |                  |
|                 |                                           |  |                              |                                         |  |  |  |  |  |  |  |                  |
|                 | Petr I. Lucemburský                       |  |                              |                                         |  |  |  |  |  |  |  |                  |
|                 |                                           |  |                              |                                         |  |  |  |  |  |  |  |                  |
|                 |                                           |  |                              | Markéta z Brienne                       |  |  |  |  |  |  |  |                  |
|                 |                                           |  |                              |                                         |  |  |  |  |  |  |  |                  |
|                 | Jacquetta Lucemburská                     |  |                              |                                         |  |  |  |  |  |  |  |                  |
|                 |                                           |  |                              |                                         |  |  |  |  |  |  |  |                  |
|                 |                                           |  |                              | František z Baux                        |  |  |  |  |  |  |  |                  |
|                 |                                           |  |                              |                                         |  |  |  |  |  |  |  |                  |
|                 | Markéta z Baux                            |  |                              |                                         |  |  |  |  |  |  |  |                  |
|                 |                                           |  |                              |                                         |  |  |  |  |  |  |  |                  |
|                 |                                           |  |                              | Sveva Orsini                            |  |  |  |  |  |  |  |                  |
|                 |                                           |  |                              |                                         |  |  |  |  |  |  |  |                  |

## V umění

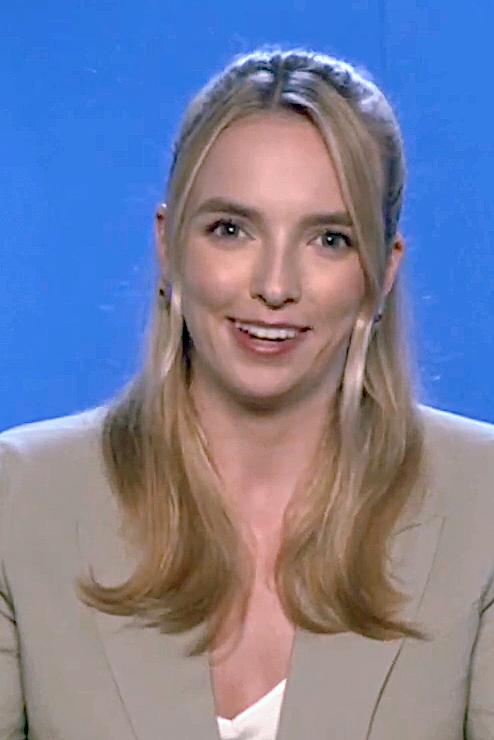
Jodie Comerová 2021

Alžběta z Yorku je titulní postavou minisérie Bílá princezna (The White Princess, 2017), založené na románu Philippy Gregoryové Bílá růže : Alžběta z Yorku (The White Princess). Jako vedlejší postava vystupuje i souvisejících seriálech:
| seriál  | Bílá královna           | Bílá královna           | Bílá královna           | Bílá princezna          | Španělská princezna        |
| ------- | ----------------------- | ----------------------- | ----------------------- | ----------------------- | -------------------------- |
| herečka | Pixie Daviesová (7 let) | Eloise Webbová (10 let) | Freya Mavorová (19 let) | Jodie Comerová (24 let) | Alexandra Moenová (35 let) |